# Emiel van Lennep

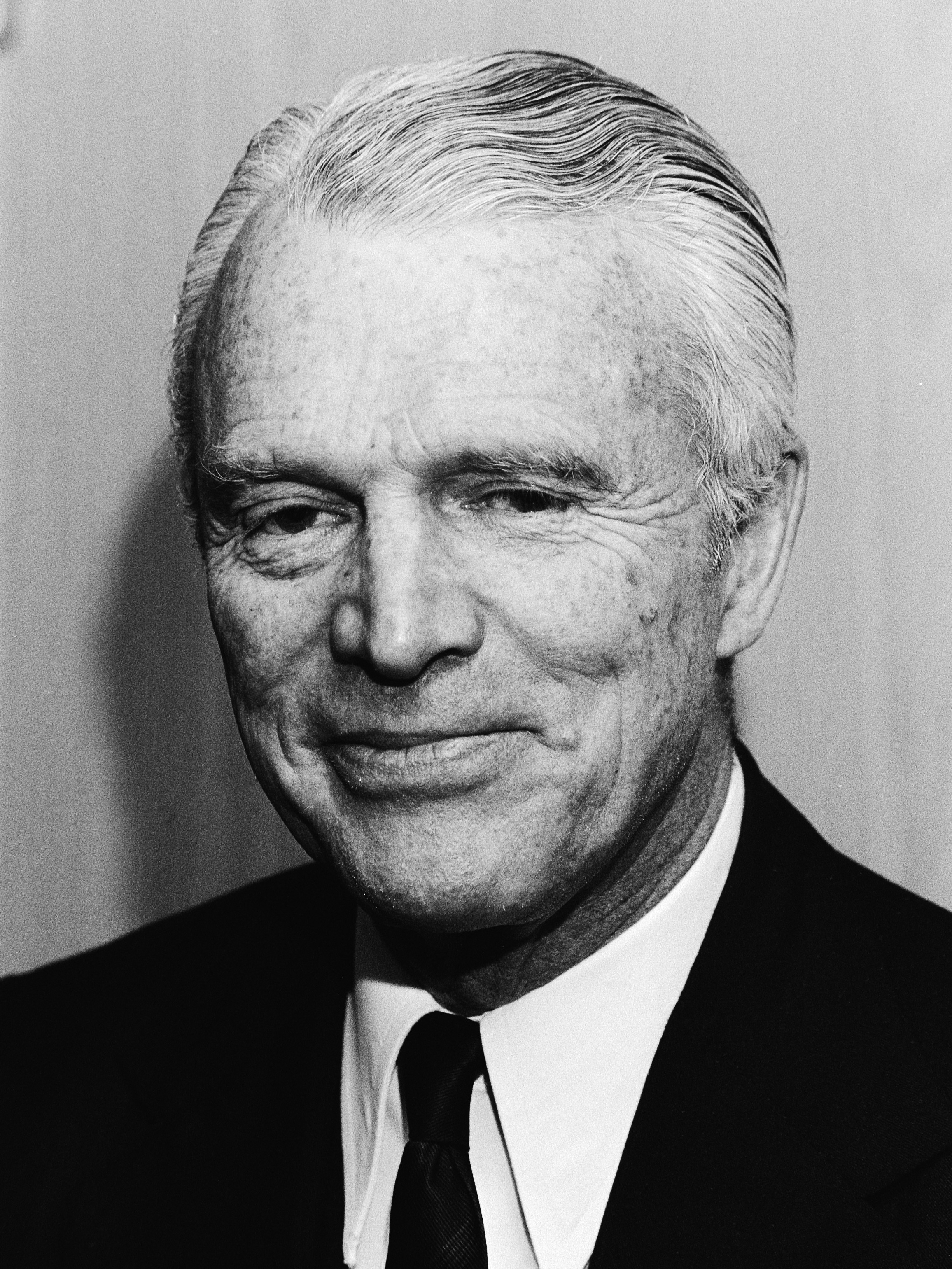
Emiel van Lennep (1979)

Jonkheer Emile (Emiel) van Lennep (Amsterdam, 20 januari 1915 – Den Haag, 2 oktober 1996) was een Nederlands topambtenaar.

## Leven en werk
Emile van Lennep werd geboren als zoon van Louis Henri van Lennep en Catharina Hildegonda Enschede. Zijn zus was schrijver Madzy Ford. Hij volgde het gymnasium te Amsterdam en studeerde van 1932 tot 1937 rechten aan de Gemeentelijke Universiteit aldaar.
Van 1951 tot 1969 was hij thesaurier-generaal op het ministerie van Financiën en van 1969 tot 1984 was hij secretaris-generaal van de Organisatie voor Economische Samenwerking en Ontwikkeling (OESO). De Christelijk Historische Unie vroeg hem in 1963 om staatssecretaris van Verkeer en Waterstaat te worden, en in 1967 om minister van Financiën te worden, maar hij weigerde in beide gevallen. In 1985 onderhandelde hij namens de regering met Venezuela over de olieraffinaderij van Shell op Curaçao. Op 29 april 1986 werd Van Lennep benoemd tot Minister van Staat.
Van Lennep was gehuwd met Alexa Labberton. Het echtpaar had twee zoons en twee dochters. In 1990 werd hij onderscheiden met een Four Freedoms Award in de categorie vrijwaring van gebrek.

## Onderscheidingen
1990: Four Freedoms Award voor de vrijwaring van Gebrek